# 米雷堡
米雷堡（法語：Muret-le-Château，法語發音：[myʁɛ lə ʃato]）是法国阿韦龙省的一个市镇，属于罗德兹区。

## 地理
米雷堡（44°29'37"N, 2°34'34"E）面积14.98 平方千米，位于法国奧克西塔尼大區阿韦龙省，该省份为法国南部内陆省份，位于法國中央高原南部，北起顺时针与康塔爾省、洛泽尔省、加尔省、埃罗省、塔恩省、塔恩-加龙省和洛特省接壤。
与米雷堡接壤的市镇（或旧市镇、城区）包括：穆雷、罗代勒、萨勒拉苏尔斯、维勒孔塔勒。

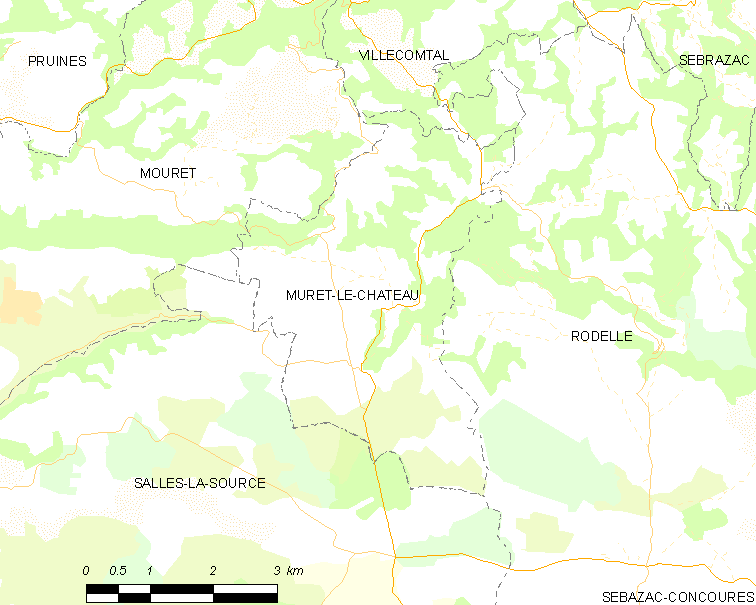
米雷堡的OSM定位图

米雷堡的时区为UTC+01:00、UTC+02:00（夏令时）。

## 行政
米雷堡的邮政编码为12330，INSEE市镇编码为12165。

## 政治
米雷堡所属的省级选区为山谷县。

## 人口

1962-2008年间米雷堡人口变化图示

米雷堡于2022年1月1日时的人口数量为365人。